# Anna (2019)
Anna (estilizado como ANИA; bra: Anna - O Perigo Tem Nome; prt: Anna - Assassina Profissional) é um filme de ação e suspense francês escrito, produzido e dirigido por Luc Besson. O filme é estrelado por Sasha Luss como a assassina Anna. Luke Evans, Cillian Murphy, Helen Mirren e Alexander Petrov também compõem o elenco.
O filme foi lançado nos cinemas nos Estados Unidos em 21 de junho de 2019 pela Summit Entertainment e em 10 de julho de 2019 pela Pathé na França. Recebeu críticas mistas dos críticos e arrecadou 31,6 milhões de dólares em todo o mundo.

## Elenco
- Sasha Luss como Anna Poliatova.[8]
- Helen Mirren como Olga.[8]
- Luke Evans como Alexander “Alex” Tchenkov.[8]
- Cillian Murphy como Leonard Miller.[8]
- Lera Abova como Maud.
- Alexander Petrov como Petyr.
- Nikita Pavlenko como Vlad.
- Anna Krippa como Nika.
- Aleksey Maslodudov como Jimmy.
- Eric Godon como Vassiliev.[8]
- Ivan Franěk como Mossan.
- Jean-Baptiste Puech como Samy.
- Nastya Sten como Blonde Anna.

## Produção
Em 9 de outubro de 2017, foi relatado que o próximo filme de Luc Besson seria Anna, estrelando a estreante Sasha Luss junto com Helen Mirren, Luke Evans e Cillian Murphy. A EuropaCorp produziria o filme enquanto a Lionsgate cuidaria da distribuição sob seu selo Summit Entertainment.
A filmagem começou no início de novembro de 2017.

## Lançamento
O filme foi lançado nos Estados Unidos em 21 de junho de 2019, na França em 10 de julho de 2019, em Portugal em 18 de julho de 2019 e no Brasil em 29 de agosto de 2019.

## Recepção
Anna recebeu críticas mistas a negativas dos críticos e mistas a positivas do público. No site especializado Rotten Tomatoes, o filme tem um índice de aprovação de 33%, com base em 73 críticas, com nota 4,9/10 e um consenso crítico que diz: “Anna encontra o roteirista e diretor Luc Besson diretamente em sua casa do leme, mas os fãs dessa variedade de ação estilizada já viram tudo feito antes e melhor”, enquanto a aprovação do público é de 75%, com base em 3.346 votos, com uma classificação de 3,9/5.
O site Metacritic deu ao filme uma pontuação de 40 em 100, com base em 14 críticas, indicando “críticas mistas”. No CinemaScore, recebeu um “B+” em uma escala de A+ a F, enquanto o PostTrak deu uma pontuação geral positiva de 81% (com uma média de 4 em 5 estrelas). No site FilmAffinity, o filme tem nota 5,8/10, com base em 5.295 votos.